# Ghańska Premier League
Ghańska Premier League – pierwsza, ghańska liga w piłce nożnej, która działa od roku 1956. Głównymi dominatorami rozgrywek, już od wielu lat są Accra Hearts of Oak SC oraz Asante Kotoko.

## Drużyny na sezon 2007/2008
- Accra Hearts of Oak SC
- Great Olympics
- Liberty Professionals FC
- Berekum Arsenals
- Asante Kotoko
- King Faisal Babes
- Heart of Lions
- Ashanti Gold
- Sekondi Hasaacas
- All Blacks
- Real Tamale United
- Real Sportive
- Tema Youth
- All Stars
- Zaytuna FC
- Kessben FC

## Mistrzowie
| - 1956/1957 Accra Hearts of Oak SC - 1957/1958 nie rozegrano - 1958/1959 Accra Hearts of Oak SC - 1959/1960 Asante Kotoko - 1960/1961 Eleven Wise - 1961/1962 Accra Hearts of Oak SC - 1962/1963 Real Republicans - 1963/1964 Asante Kotoko - 1964/1965 Asante Kotoko - 1966/1967 Mysterious Dwarfs - 1967/1968 Asante Kotoko - 1968/1969 Asante Kotoko - 1969/1970 Asante Kotoko - 1970/1971 Great Olympics - 1971/1972 Accra Hearts of Oak SC - 1972/1973 Asante Kotoko - 1973/1974 Accra Hearts of Oak SC - 1974/1975 Great Olympics - 1975/1976 Asante Kotoko - 1976/1977 Accra Hearts of Oak SC - 1977/1978 Sekondi Hasaacas - 1978/1979 Accra Hearts of Oak SC - 1979/1980 Accra Hearts of Oak SC - 1980/1981 Asante Kotoko - 1981/1982 Asante Kotoko - 1982/1983 Asante Kotoko - 1983/1984 Asante Kotoko - 1984/1985 Accra Hearts of Oak SC |  | - 1985/1986 Accra Hearts of Oak SC - 1986/1987 Asante Kotoko - 1987/1988 Asante Kotoko - 1988/1989 Asante Kotoko - 1989/1990 Accra Hearts of Oak SC - 1990/1991 Asante Kotoko - 1991/1992 Asante Kotoko - 1992/1993 Asante Kotoko - 1993/1994 Ashanti Gold SC - 1994/1995 Ashanti Gold SC - 1995/1996 Ashanti Gold SC - 1996/1997 Accra Hearts of Oak SC - 1997/1998 Accra Hearts of Oak SC - 1999/2000 Accra Hearts of Oak SC - 2000/2001 Accra Hearts of Oak SC - 2001/2002 Accra Hearts of Oak SC - 2002/2003 Accra Hearts of Oak SC - 2003/2004 Asante Kotoko - 2004/2005 Accra Hearts of Oak SC - 2005/2006 Asante Kotoko - 2006/2007 Accra Hearts of Oak SC - 2007/2008 Asante Kotoko - 2008/2009 Accra Hearts of Oak SC - 2009/2010 Aduana Stars - 2010/2011 Berekum Chelsea - 2011/2012 Asante Kotoko - 2012/2013 Asante Kotoko |